# 蛇海
蛇海（拉丁語：Mare Anguis）是月球正面位于危海东北侧的一座小月海，其名称由德国天文学家尤利乌斯·海因里希·弗朗茨命名，1935年被国际天文学联合会采纳。
蛇海外形绵长，附有很多分叉，其北端几乎与危海东岸平行，总长度约370公里，西北部一半地区被年轻陨石坑的明亮溅射物所覆盖，几乎与邻近地区的颜色无区别。月海颜色较深部分的长度约为150公里，其中心月面坐标为北纬22.6°、东经67.6°。
蛇海较大的撞击坑是位于西侧明暗的边缘交界处，直径45公里的艾因马尔特陨石坑；北岸坐落着直径32公里的德尔莫特陨石坑、西北侧边界上则是直径130公里克莱奥迈季斯环形山。此外，在月海及岸边附近还散布着一些艾因马尔特陨石坑的小卫星坑，其中之一是7公里的卫星坑“艾因马尔特 A”，非常年轻、因此也很明亮；月海南端是一条宽约7公里，与危海相连的通道。
蛇海表面高度自西北向东南平缓过渡，它低于月球基准水平面2-2.5公里，但较相邻的危海高0.8-1.3公里。
蛇海位于危海撞击盆地之内，形成于酒海纪，但覆盖在月海中的玄武岩熔岩，却是来自晚雨海世。

## 图集

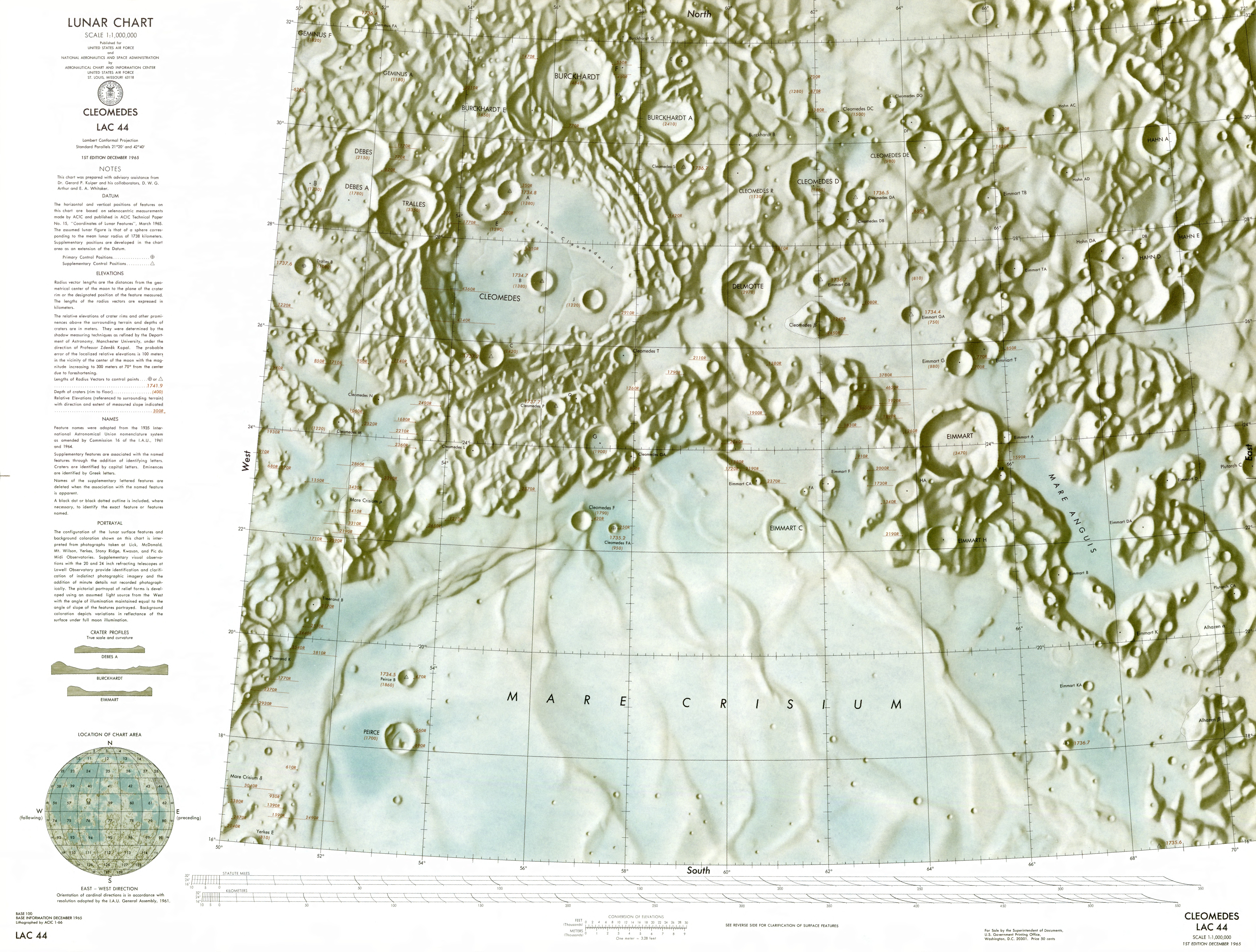
区域图(1965)
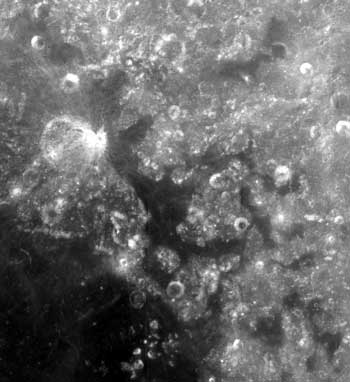
图中暗块处是蛇海，左侧是蛇海西北端的艾因马尔特陨石坑。左下角暗块区是危海的东北边缘。
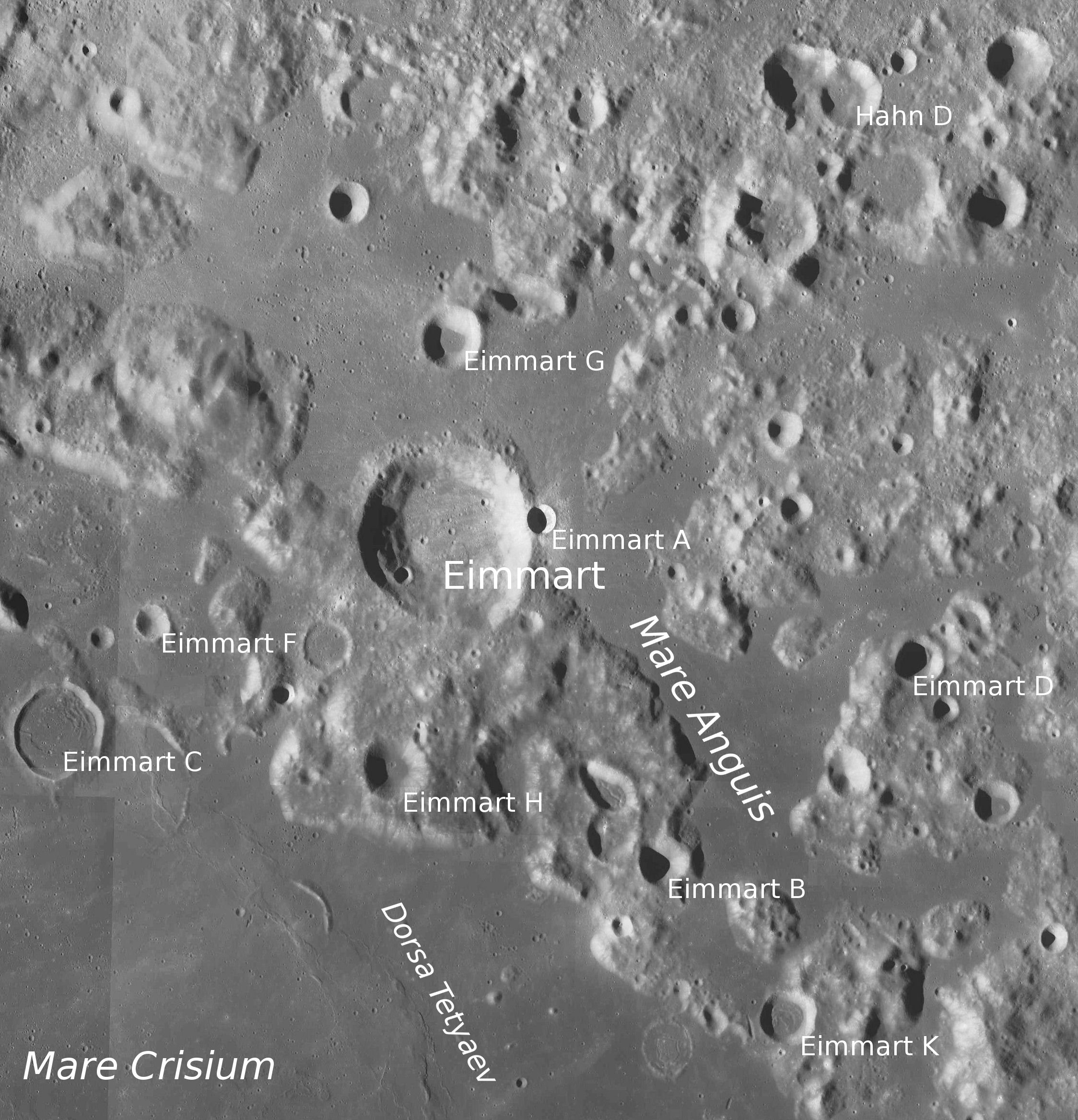
位于危海东北边缘上方的蛇海(图中)近视图 。

## 备注
1. 1 2  . Gazetteer of Planetary Nomenclature. International Astronomical Union (IAU) Working Group for Planetary System Nomenclature (WGPSN).   [2015-06-11]. （原始内容存档于2012-05-05）.
2. ↑  Measured on the map
3. ↑  . Regional stratigraphy and geologic history of Mare Crisium. New York: Pergamon Press. 1978: 43–74. Bibcode:1978mcvl.conf...43H.
4. 1 2  According to the laser altimeter on the satellite Lunar Reconnaissance Orbiter, obtained through the program JMARS （页面存档备份，存于）
5. ↑  . United States Geological Survey Professional Paper 1348. 1987  [2016-04-09]. （原始内容存档 (PDF)于2013-05-14）.
6. ↑  Fassett, C. I.; Head, J. W.; Kadish, S. J.; Mazarico, E.; Neumann, G. A.; Smith, D. E.; Zuber, M. T. . Journal of Geophysical Research. 2012, 117 (E12)  [2016-04-09]. Bibcode:2012JGRE..117.0H06F. doi:10.1029/2011JE003951. （原始内容存档于2017-08-23）.
7. ↑  . Plate 09A. Upper Imbrian series. United States Geological Survey Professional Paper 1348. 1987  [2016-04-09]. （原始内容存档 (PDF)于2013-05-14）.

## 外部連結
- 美国宇航局月面地图